# 1880 en Grèce
Chronologie de la Grèce
- 1876
- 1877
- 1878
- 1879
- 1880
- 1881
- 1882
- 1883
- 1884

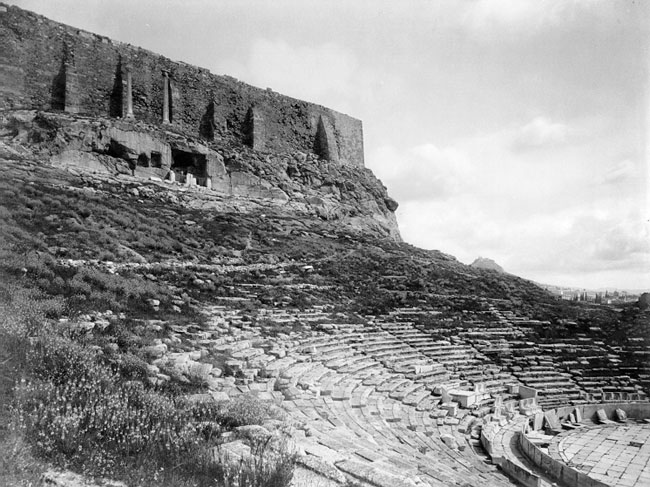
Le monument de Thrasyllos et le théâtre de Dionysos en 1880.

Cette page concerne les évènements survenus en 1880 en Grèce  :

## Création
- Panagía Evangelístria, sur l'île de Tinos.

## Naissance
- Téllos Ágras, militaire, combattant en Macédoine.
- Ánna Apostoláki, archéologue et conservatrice de musée.
- Periklís Dimoúlis (en), amiral.
- Stéfanos Granítsas (el), écrivain.
- Olga Ilić (sr), actrice serbe.
- Heléni Lámari (el), poétesse.
- Ioánnis Theotókis, personnalité politique.

## Décès
- Konstantínos Douroútis (el), homme d'affaires.
- Mattheos Ioannou (bg), peintre.
- Pantelís Kountouriótis (el), militaire.
- Andréas Kriezís (el), peintre.
- Thrasivoúlos Zaïmis, personnalité politique.